# Чеви Чейс
 Тази статия е за американския актьор.  За селището в Мериленд, САЩ вижте Чеви Чейс (селище).  
Чеви Чейс (на английски: Chevy Chase) е американски актьор.

## Биография
Чеви Чейс е роден на 8 октомври 1943 г. в Уудсток (Ню Йорк) в семейството на редактор на книги. В младостта си е правил опити в музиката (бил е член на групите „Chamaeleon Church“ и „The Leather Canary“ (по-късно – „Steely Dan“), където е свирил на барабани и клавири). В киното дебютира от 25 години в ролята на пешеходец във филма „Върви ... Не ходи“. Пресъздава предимно ексцентрични роли. Груб хумор, неподражаеми изражения на лицето и импровизация в диалозите е запазена марка на актьора. Най-известните филми, донесли му популярност, са: „Семейство Гризуолд във ваканция“, „Флеч“, „Веселата ферма“, „Ние, шпионите“, „Тримата амигос“ и др.

## Избрана филмография
| Година | Филм                            | Оригинално заглавие                   | Роля                | Режисьор                                |
| ------ | ------------------------------- | ------------------------------------- | ------------------- | --------------------------------------- |
| 1980   | Слуги и господари               | Caddyshack                            | Тай Уеб             | Харолд Реймис                           |
| 1983   | Семейство Гризуолд във ваканция | National Lampoon's Vacation           | Кларк Гризуолд      | Харолд Реймис                           |
| 1985   | Флеч                            | Fletch                                | Ървин (Флеч) Флечър | Майкъл Ричи                             |
| 1985   | Ние, шпионите                   | Spies Like Us                         | Емет Фицхюм         | Джон Ландис                             |
| 1986   | Тримата амигос                  | Three Amigos                          | Дъсти Ботъмс        | Джон Ландис                             |
| 1988   | Веселата ферма                  | Funny Farm                            | Анди Фармър         | Джордж Рой Хил                          |
| 1989   | Коледна ваканция                | National Lampoon's Christmas Vacation | Кларк Гризуолд      | Джеръмая Чечик                          |
| 1997   | Ваканция във Вегас              | Vegas Vacation                        | Кларк Гризуолд      | Стивън Кеслер                           |
| 2010   | Джакузи-машина на времето       | Hot Tub Time Machine                  | техник              | Стийв Принк                             |
| 2015   | Ваканция                        | Vacation                              | Кларк Гризуолд      | Джонатан Голдстейн / Джон Франсис Дейли |
| 2015   | Джакузи-машина на времето 2     | Hot Tub Time Machine 2                | техник              | Стийв Принк                             |